# 인페르노 (소설)
《인페르노》(Inferno)는 댄 브라운의 2013년 미스터리 스릴러 소설이다. 《천사와 악마》, 《다빈치 코드》, 《로스트 심벌》에 이은 《로버트 랭던 시리즈》의 네번째 작품에 해당한다.